# Afromaimetsha robusta
Afromaimetsha robusta (лат.) — ископаемый вид наездников подотряда стебельчатобрюхие отряда перепончатокрылые.

## Описание
Длина тела около 5 мм. Усики из 13 члеников. Нотаули расходятся к голове. Ископаемые наездники из меловых отложений туронского яруса (Южная Африка, Ботсвана).

## Классификация
Относится к семейству Maimetshidae. Энтомолог Shaw в своей ревизии (Shaw, 1990) включил этот вид и семейство Maimetshidae в состав семейства Megalyridae). В 2009 году после открытия нескольких новых ископаемых родов статус отдельного семейства был восстановлен (Rasnitsyn A. P. & Brothers D. J. 2009).